# L'oro del mondo
Pour plus de détails, voir Fiche technique et Distribution.
L'oro del mondo est un musicarello italien réalisé par Aldo Grimaldi et sorti en 1968.
Il s'agit de la suite de Nel sole (1967), du même réalisateur.

## Synopsis
Giorgio, le fils d'un riche industriel, est amoureux de Lorena, une étudiante universitaire fiancée à son collègue Carlo. Après avoir vainement tenté, par une cour aussi assidue que vulgaire, d'amener la jeune fille à le considérer, Giorgio a recours à une ruse infâme : profitant de l'absence de son père, il menace de provoquer la faillite de la petite industrie détenue par les parents de Lorena. La jeune fille, pour éviter la ruine de sa famille, abandonne Carlo sans explication et accepte de se fiancer à Giorgio. Carlo, ayant appris d'une amie de Lorena la raison du revirement soudain de sa fiancée, affronte son petit rival et lui donne une leçon retentissante. Le retour au bureau du père de Giorgio clarifie la situation : après avoir sévèrement puni son fils, le riche industriel accorde au père de Lorena un important crédit qui lui permet d'éviter la faillite. Carlo reprend ainsi sa place de fiancé aux côtés de Lorena.

## Fiche technique
- Titre original : L'oro del mondo ou I due salumieri[1],[2],[3],[4],[5]
- Réalisation : Aldo Grimaldi
- Scénario : Giovanni Grimaldi
- Photographie : Claudio Ragona
- Montage : Daniele Alabiso (it)
- Musique : Pino Massara (it)
- Décors : Francesco Cuppini
- Costumes : Rosanna Andreoni
- Production : Gilberto Carbone
- Sociétés de production : Mondial TE-FI (Rome)
- Format : couleurs par Eastmancolor - 2,35:1 - Son mono - 35 mm
- Pays de production :  Italie
- Langue de tournage : italien
- Genre : musicarello
- Durée : 94 minutes
- Dates de sortie : 
  - Italie : 27 mars 1968

## Distribution
- Romina Power : Lorena Vivaldi
- Al Bano : Carlo Carrera
- Linda Christian : Princesse Vivaldi
- Carlo Giordana (it) : Giorgio Castelli
- Nino Taranto : Filippo Pugliese
- Antonella Steni : Mme Pugliese
- Franco Franchi Franco
- Ciccio Ingrassia : Ciccio
- Enrico Montesano : Francesco Alessandroni
- Carlo Taranto : cessionnaire
- Ignazio Leone : comptable Ferretti
- Fulvio Mingozzi : Vivaldi
- Consalvo Dell'Arti : commendataire Castelli
- Nino Terzo (it) : huissier
- Isa Danieli : client de gruyère
- Mirella Pamphili : Attilia
- Carla Vistarini : étudiante